# Victor Louis

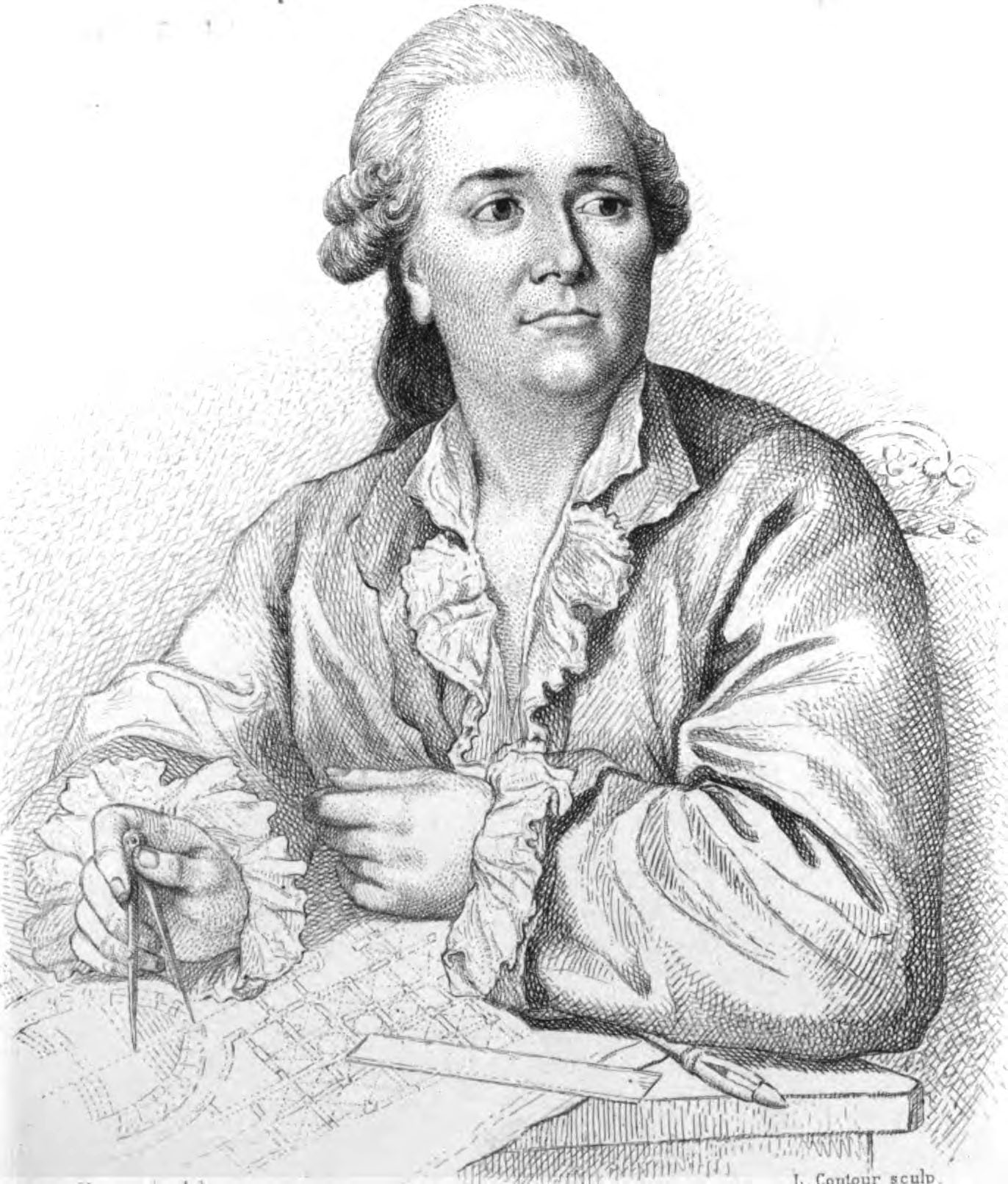
Victor Louis.

Louis Nicolas Victor Louis, född 10 maj 1731, död 2 juli 1800, var en fransk arkitekt.
Louis var en av Frankrikes främsta byggnadskonstnärer under den till empiren ledande klassicismen. Han var verksam även i Polen, men främst i Bordeaux, där Stora teatern är hans mästerverk.